# Korpowariat
Korpowariat (ang. Yuppie Psycho) – gra komputerowa z gatunku survival horror wydana w 2019 roku. Za produkcję odpowiedzialne jest studio Baroque Decay.

## Fabuła
Gra opowiada o losach Brajana Pasternaka, który zatrudniony zostaje w Sintracorpie, jednej z największych korporacji na świecie. Choć z początku podejrzewa, że oferta pracy to oszustwo, postanawia podpisać umowę. Okazuje się, że jego celem na nowym stanowisku jest zabicie Wiedźmy, która od lat nawiedza siedzibę firmy, niszcząc ją od środka. Pasternak musi odkryć jej tajemnicę i powstrzymać rządy terroru.

## Rozgrywka
W grze nie ma żadnego systemu walki. Niektórych wrogów da się zatrzymać znalezionymi przedmiotami.

## Wersja polska
25 kwietnia 2024 roku do gry dodany został polski przekład, za który odpowiedzialne jest Studio Kiełkun.